# Dreptul de întoarcere
Dreptul de întoarcere se referă la un principiu de drept internațional, stabilit în Declarația Universală a Drepturilor Omului și Pactul internațional cu privire la drepturile civile și politice⁠(en)[traduceți], potrivit cărora orice persoană are dreptul să se întoarcă în țara ei de origine.
Acest principiu este luat în considerare specială în legile imigrației unor țări pentru a facilita sau pentru a încuraja întoarcerea din diaspora a cetățenilor refugiați.
1. Nici un stat contractant nu va expulza sau returna, în nici un fel un refugiat peste frontierele teritoriilor unde viața sau libertatea sa ar fi amenințate pe motive de rasă, religie, naționalitate, apartenență la un anumit grup social sau opinii politice.
2. Beneficiul prezentei dispoziții nu va putea totuși fi invocat de către un refugiat față de care ar exista motive serioase de a fi considerat ca un pericol pentru securitatea țării unde se găsește sau care, fiind condamnat definitiv pentru o crimă sau un delict deosebit de grav, constituie o amenințare pentru comunitatea țării respective.

## Legături externe
- Dreptul de întoarcere acasă, un drept încă refuzat palestinienilor